# كارل كلاوسون إبلنغ
كارل كلاوسون إبلنغ (1894-1968) (بالإنجليزية: Carl Clawson Epling)‏ هو عالم نبات أمريكي.